# Подчасова Тетяна Павлівна
Тетяна Павлівна Подчасова (нар. 30 травня 1940, Київ) — українська економістка-кібернетик, інформатик, педагог. Доктор технічних наук (1986), професор (2000). Лауреатка Державної премії УРСР в галузі науки і техніки (1970). Розробниця автоматизованих систем управління промисловими підприємствами з дискретним характером виробництва, зокрема «Львів», дослідниця теорії розкладів, інформаційних технологій тощо.
Протягом 35 років — наукова співробітниця Інституту кібернетики АН УРСР (1962—1997). На заключному етапі науково-педагогічної діяльності, майже 20 років — професор Київського національного торговельно-економічного університету (1998—2015). Авторка понад 120 наукових робіт, учениця академіків Віктора Глушкова та Володимира Скуріхіна.

## Життєпис
Народилась 30 травня 1940 року в Києві.
У 1962 році закінчила механіко-математичний факультет Київського державного університету імені Тараса Шевченка (КДУ), отримавши спеціальність «Математик-обчислювач». Відтоді ж — інженер, пізніше старший інженер, старша наукова співробітниця Інституту кібернетики АН УРСР.

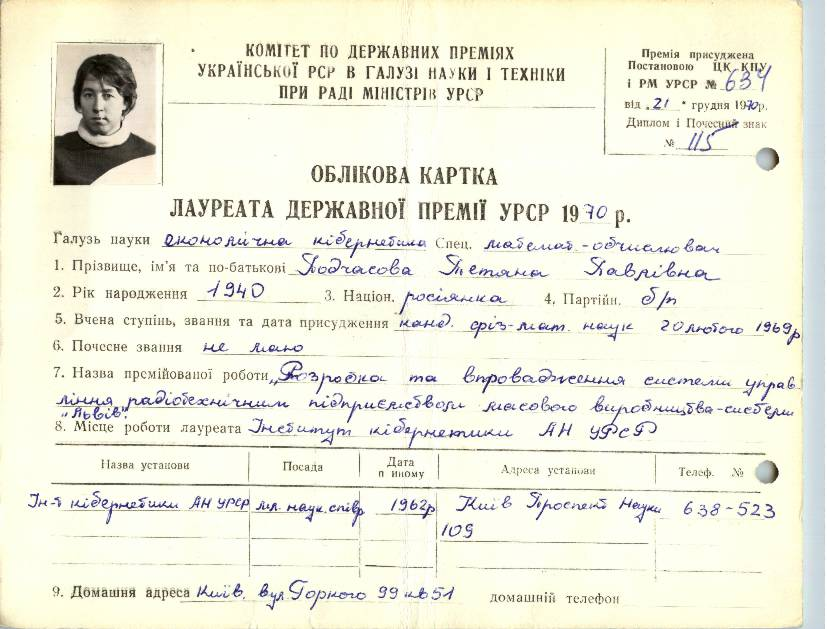
Облікова картка лауреата Державної премії УРСР Тетяни Подчасової, 1970 рік

У 1969 році здобула науковий ступінь кандидата фізико-математичних наук, захистивши дисертацію на тему «Методы календарного планирования в автоматизированных системах». З 1970 по 1974 роки — педагог КДУ імені Тараса Шевченка.
У 1986 році захистила дисертацію на здобуття наукового ступеня доктора технічних наук. З 1997 по 2001 роки — завідувачка відділу автоматизованих систем управління підприємством новоствореного Міжнародного науково-навчального центру інформаційних технологій і систем НАН України та МОН України.
З 1998 року — професор кафедри програмної інженерії та інформаційних систем Київського національного торговельно-економічного університету (КНТЕУ). Викладала дисципліни «Інформатика та комп'ютерна техніка», «Інформаційні технології та системи», «Системи підтримки прийняття управлінських рішень», «Дослідження операцій», «Моделювання менеджменту та маркетингу в інформаційних системах».
Стаж викладацької роботи — понад 40 років. Окрім КДУ та КНТЕУ, викладала в Київському університеті будівництва і архітектури, Черкаському державному технологічному університеті, Далекосхідному університеті (Владивосток) тощо.
У 2015 році вийшла на заслужений відпочинок. Бере участь у заходах, присвячених кібернетиці та її творцям, зокрема своєму вчителю Віктору Глушкову. Живе в Києві, в будинку № 99 по вулиці Антоновича.

### Родина
- Батько — Павло Подчасов (1908—1976)[5], науковець-механік, генерал-майор, у 1947—1953 начальник (ректор) Київського інституту цивільного повітряного флоту.
- Донька — Олена Веренич (нар. 1975), економіст-кібернетик, доктор технічних наук[2].

## Наукова діяльність
Авторка понад 120 наукових робіт. Наукова керівниця близько 5 кандидатів наук. Була членкинею декількох спеціалізованих вчених рад з присудження наукових ступенів доктора та кандидата технічних та економічних наук, заступницею голови спеціалізованої вченої ради. Входила до складу редакційної колегії часопису «Управління розвитком складних систем» (Київський національний університет будівництва і архітектури).
Співавторка понад 50 науково-дослідних робіт, керівниця низки з них. Розробки в співавторстві Тетяни Подчасової були впроваджені у виробництво Львівським телевізійним заводом, Кунцевським механічним заводом, Ульяновським авіаційним комплексом, Київським об'єднанням імені С. П. Корольова.
У середині 1960-х років брала участь у розробці та впровадженні функціональної частини автоматизованої системи управління підприємством «Львів», за що, разом із колегами, була нагороджена Державною премією УРСР в галузі науки і техніки.

## Науковий доробок (частковий)
- Задачи календарного планирования и методы их решения / АН УССР. Ин-т кибернетики; В. В. Шкурба, Т. П. Подчасова, А. Н. Пшичук, Л. П. Тур. — Киев: Наукова думка, 1966. — 155 с. : черт.
- Методы календарного планирования в автоматизированных системах: диссертация кандидата физико-математических наук : 01.00.00. — Киев, 1968. — 184 с. : ил.
- Подчасова Т. П., Шкурба В. В. Оптимальное планирование производства, календарное планирование и управление. — Механизация и автоматизация управления. 1969. — № 3. — 9-14 с.
- Некоторые вопросы синтеза и оценки эффективности системы внутрисменного регулирования дискретными производственными процессами / Т. П. Подчасова, В. Т. Мирошниченко, И. А. Фурман. — Киев: [б. и.], 1975. — 12 с. : ил.
- Многоуровневая система планирования дискретного производства / К. Ф. Ефетова, Т. П. Подчасова, В. В. Шкурба. — Киев: о-во «Знание» УССР, 1980. — 23 с.
- Эвристические методы календарного планирования / [Т. П. Подчасова, В. М. Португал, В. А. Татаров, В. В. Шкурба]. — Киев: Технiка, 1980. — 144 с. : ил.
- Формирование межцеховых планов дискретного производства на основе укрупненной технологии в диалоговом режиме / Т. П. Подчасова, В. Ф. Рудницкий, М. И. Воронков. — Киев: о-во «Знание» УССР, 1982. — 19 с.
- Планирование производства в условиях АСУ: Справочник / К. Ф. Ефетова, Т. П. Подчасова, В. М. Португал, Б. Е. Тринчук. — Киев: Технiка, 1984. — 135 с. : ил.
- Управление в иерархических производственных структурах / Т. П. Подчасова, А. П. Лагода, В. Ф. Рудницкий; АН УССР, Ин-т кибернетики им. В. М. Глушкова. — Киев: Наук. думка, 1989. — 183 с. : ил.
- Моделі структур віртуальних підприємств / Т. А. Пальонна, Т. П. Подчасова, А. А. Рідкокаша // Вісник Черкаського державного технологічного університету. — 2007. — № 3-4. — С. 193—199.
- Функціональні задачі управління віртуальним виробництвом / Т. П. Подчасова // Екон.-мат. моделювання соц.-екон. систем. — 2007. — Вип. 12. — С. 38-48.
- Організаційно-функціональні аспекти створення віртуального підприємства / Т. П. Подчасова // Екон.-мат. моделювання соц.-екон. систем. — 2008. — Вип. 13. — С. 5-16.
- Динамическое ранжирование при подборе партнеров виртуального предприятия / Т. П. Подчасова, Т. А. Палённая // Управляющие системы и машины. — 2008. — № 6/2 (36). — С. 4-8.
- Віртуальні підприємства як сучасна форма організації виробництва / Т. П. Подчасова // Екон.-мат. моделювання соц.-екон. систем: Зб. наук. пр. — К.: МННЦІТС НАН та МОН України, 2009. — Вип. 14. — С. 24-45.
- Проблеми координації у дистанційному навчанні / О. В. Веренич, Т. П. Подчасова // Екон.-мат. моделювання соц.-екон. систем: Зб. наук. пр. — К.: МННЦІТС НАН та МОН України, 2010. — Вип. 15. — С. 329—338.
- Впровадження автоматизованої системи управління фінансовими потоками / Т. П. Подчасова, Ю. В. Романчук, П. О. Конопляник // Екон.-мат. моделювання соц.-екон. систем: Зб. наук. пр. — К.: МННЦІТС НАН та МОН України, 2011. — Вип. 16. — С. 5-14.
- Управління економічними об'єктами в умовах постіндустріального суспільства / О. В. Веренич, Т. П. Подчасова // Екон.-мат. моделювання соц.-екон. систем: Зб. наук. пр. — К.: МННЦІТС НАН та МОН України, 2012. — Вип. 17. — С. 58-74.
- Подчасова Т. П., Веренич О. В. Ієрархічні системи управління економічними об'єктами. — Навчальний посібник. — Київський національний торговельно-економічний університет. — 2012. — 190 с.
- Проблеми трансформаційної економіки в Україні / О. В. Веренич, Т. П. Подчасова // Економіко-математичне моделювання соціально-економічних систем: Зб. наук. пр. — К.: МННЦІТС НАН та МОН України, 2013. — Вип. 18. — С. 55-73.
- Проблеми управління інфраструктурними проектами в умовах трансформаційної економіки / О. В. Веренич, Т. П. Подчасова // Економіко-математичне моделювання соціально-економічних систем: Зб. наук. пр. — К.: МННЦІТС НАН та МОН України, 2014. — Вип. 19. — С. 70-89.
- Управління операційною діяльністю підприємства з безперервним характером виробництва в умовах трансформаційної економіки / С. О. Кондрашев, Т. П. Подчасова // Економіко-математичне моделювання соціально-економічних систем: Зб. наук. пр. — К.: МННЦІТС НАН та МОН України, 2014. — Вип. 19. — С. 186—197.

## Нагороди
- 1970 — Державна премія УРСР в галузі науки і техніки — «розробка та впровадження системи управління радіотехнічним підприємством масового виробництва — системи „Львів“»
- 2005 — почесна грамота Міністерства освіти і науки України
- медалі ВДНГ[1]